# Чернігівська виправа Філона Кміти
Згідно з гербівником Бартоша Папроцького, натхненний перемогою в битві під Остром 8 квітня 1562, Філон Кміта того ж тижня рушив під Чернігів. По дорозі він перестрів чималий загін московських ратників, що прямував на Київ. Обравши вигідну позицію, Кмітині люди дали їм битву й розбили наголову.     
Втім, Філон не став вертатись додому, а маючи з собою добре загартованих в боях 1400 вояків, обложив місто, здобув і сплюндрував його, та з багатою здобиччю відійшов до Любеча. Лиш тут знайшов хоругву з 300 козаків, яку йому князь Костянтин Острозький прислав на допомогу. Отримавши повідомлення, що князь Мещерський невідворотно готує помсту за взяття Чернігова, Кміта, відібравши 640 добровольців, перетнув йому шлях, Мещерський, упевнений у триразовому переважанню сили, перший потужно вдарив, лиш миттю проламаний, поранений, заледве врятував життя. Кміта якраз розлого розпускає загони по сіверській землі і, знищивши її вогнем та мечем, щасливо повертається до Остра. Завдячуючи наданій йому допомозі, значну кількість полонених під охороною тих же самих козаків відсилає на Острог.    